# Sønder Bjert Sogn
Sønder Bjert Sogn (deutsch früher Bjert) ist eine Kirchspielsgemeinde (dän.: Sogn) am Südufer des Koldingfjord im südlichen Dänemark. 
Ursprünglich gehörte Bjert zum Herzogtum Schleswig. Nach dem Deutsch-Dänischen Krieg wurde Bjert zusammen mit einigen Nachbargemeinden südlich der Koldinger Förde an Dänemark übergeben. Im Gegenzug verzichtete der König von Dänemark auf einige Enklaven in Schleswig.
Bis 1970 gehörte sie zur Harde Nørre Tyrstrup Herred im damaligen Vejle Amt, danach zur Kolding Kommune im erweiterten Vejle Amt, die im Zuge der  Kommunalreform zum 1. Januar 2007 in der „neuen“  Kolding Kommune in der Region Syddanmark aufgegangen ist.
Im Kirchspiel leben 2715 Einwohner, davon 2063 im Kirchdorf (Stand:1. Januar 2023). Im Kirchspiel liegt die Kirche „Sønder Bjert Kirke“.
Nachbargemeinden sind  im Osten Sønder Stenderup Sogn, im Süden Vejstrup Sogn und im Westen Dalby Sogn.